# Чемпионат мира по волейболу среди женских старших молодёжных команд
Чемпионаты мира по волейболу среди женских старших молодёжных команд — соревнования для женских старших молодёжных сборных, проводимые под эгидой Международной федерации волейбола (FIVB).
Проводятся с 2013 по нечётным годам. В соревнованиях участвуют спортсменки в возрасте до 23 лет.

## Призёры
| Год  | Место проведения            | 1-е место | 2-е место                | 3-е место                |
| ---- | --------------------------- | --------- | ------------------------ | ------------------------ |
| 2013 | Тихуана, Мехикали (Мексика) | Китай     | Доминиканская Республика | Япония                   |
| 2015 | Анкара (Турция)             | Бразилия  | Турция                   | Доминиканская Республика |
| 2017 | Любляна (Словения)          | Турция    | Словения                 | Болгария                 |